# Boală cronică
O boală cronică (cunoscută și ca afecțiune cronică) este o boală sau o afecțiune de sănătate care este persistentă sau de lungă durată în efectele ei sau o boală care vine în timp. Termenul „cronic” este adesea aplicat atunci când cursul bolii durează mai mult de trei luni. Bolile cronice comune includ diabetul, tulburările gastrointestinale funcționale, eczemele, artrita, astmul bronșic), boala pulmonară obstructivă cronică, bolile autoimune, tulburările genetice și unele boli virale, cum ar fi hepatita C și sindromul imunodeficienței dobândite. O boală care durează toată viața deoarece se termină cu moartea este o boală terminală. Este posibil și nu neașteptat ca o boală să se schimbe în definiție de la terminal la cronic. Diabetul și HIV, de exemplu, erau cândva terminale, dar acum sunt considerate cronice din cauza disponibilității insulinei pentru diabetici și a tratamentului medicamentos zilnic pentru persoanele cu HIV, care le permite acestor persoane să trăiască în timp ce gestionează simptomele.
În medicină, afecțiunile cronice se disting de cele care sunt acute. O afecțiune acută afectează de obicei o parte a corpului și răspunde la tratament. O afecțiune cronică, pe de altă parte, afectează de obicei mai multe zone ale corpului, nu răspunde pe deplin la tratament și persistă pentru o perioadă lungă de timp.
Condițiile cronice pot avea perioade de remisie sau recădere în care boala dispare temporar sau reapare ulterior. Perioadele de remisie și de recidivă sunt discutate în mod obișnuit atunci când se referă la tulburările de abuz de substanțe pe care unii le consideră că se încadrează în categoria afecțiunilor cronice.
Afecțiunile cronice sunt adesea asociate cu boli netransmisibile care se disting prin cauzele lor neinfecțioase. Cu toate acestea, unele afecțiuni cronice sunt cauzate de infecții transmisibile, cum ar fi HIV/SIDA.
63% din toate decesele din lume sunt cauzate de boli cronice.[4] Bolile cronice constituie o cauză majoră de mortalitate, iar Organizația Mondială a Sănătății (OMS) atribuie 38 de milioane de decese pe an bolilor netransmisibile. În Statele Unite, aproximativ 40% dintre adulți au cel puțin două afecțiuni cronice. Viața cu două sau mai multe afecțiuni cronice este denumită multimorbiditate.